# غيرينسبيتز
غيرينسبيتز (بالإنجليزية: Girenspitz)‏ هو أحد جبال سلسلة سلسلة راتيكون وجزء من القمة الأم يقع في كانتون غراوبوندن، سويسرا. يبلغ ارتفاع الجبل حوالي 2394 متر، بينما يبلغ ارتفاع نتوء الجبل 266 متر.